# Timothy Jones
Timothy David Jones (nascido em 1 de agosto de 1975) é um ciclista zimbabwano que foi profissional de 1997 à 2007. Ele ganhou o Tour à Capo, o Tour à Eslovênia e Volta à Etna durante sua carreira.